# Deena Kastor

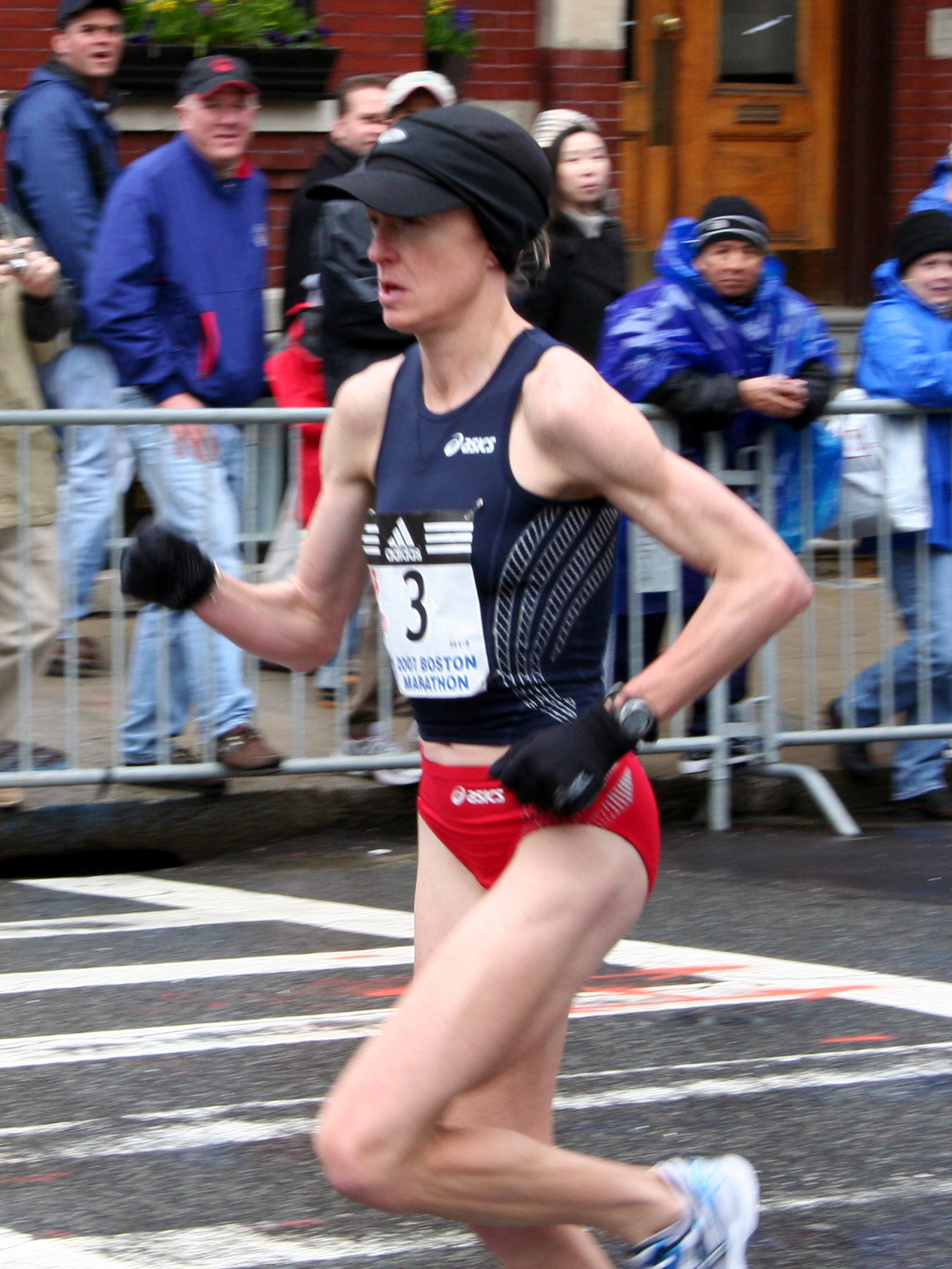
Deena Kastor beim Boston-Marathon 2007

Deena Kastor, geborene Deena Drossin, (* 14. Februar 1973 in Waltham, Massachusetts) ist eine ehemalige US-amerikanische Leichtathletin. Die Langstreckenläuferin war 2004 Olympiadritte im Marathon.

## Sportliche Laufbahn

### Langstreckenlauf
Deena Kastor machte zunächst als Bahn- und Crossläuferin auf sich aufmerksam. Siebenmal wurde sie auf der langen (1997 bis 2003, 2007) und einmal auf der kurzen Strecke (2000) US-Meisterin im Crosslauf. 2000, 2001, 2003 und 2004 wurde sie nationale Meisterin im 10.000-Meter-Lauf.  Ihr US-Rekord über 10.000 m (30:50,32 min, Palo Alto, 3. Mai 2002) wurde erst 2008 von Shalane Flanagan unterboten, ihre Bestzeit über 5000 m (14:51,62 min, Stockholm, 1. August 2000) ist die drittbeste einer US-Amerikanerin.
Bei internationalen Meisterschaften blieb ihr allerdings der ganz große Durchbruch zunächst verwehrt. Bei den Olympischen Spielen 2000 in Sydney scheiterte sie über 10.000 m im Halbfinale, bei den Leichtathletik-Weltmeisterschaften 1999 in Sevilla und den Leichtathletik-Weltmeisterschaften 2001 in Edmonton wurde sie über dieselbe Distanz Elfte und bei den Weltmeisterschaften 2003 in Paris/Saint-Denis Zwölfte. Mehr Erfolg hatte sie bei den Crosslauf-Weltmeisterschaften, wo sie 2002 und 2003 die Silbermedaille holte.
Ab 2000 wendete sie sich verstärkt dem Straßenlauf zu und verbesserte zweimal den US-Rekord über 15 km bis auf die Marke von 47:15 min (Jacksonville, 8. März 2003), diese Zeit wurde ebenfalls nur von Shalane Flanagan unterboten (Jacksonville, 15. März 2014).

### Marathonlauf
2001 wurde sie als Gesamtsiebte des New-York-City-Marathons US-Meisterin im Marathon. 2002 wurde sie Sechste beim Chicago-Marathon, und 2003 verbesserte sie als Dritte beim London-Marathon den 17 Jahre alten Rekord von Joan Benoit auf 2:21:16 h, wobei sie um mehr als fünf Minuten unter ihrer persönlichen Bestzeit blieb.	
Beim Marathon der Olympischen Spiele 2004 in Athen gewann sie die Bronzemedaille hinter Mizuki Noguchi und Catherine Ndereba.
2005 brach sie in Philadelphia mit der Zeit von 1:07:53 h den 21 Jahre alten US-Rekord von Joan Benoit im Halbmarathon. Kurz darauf wurde sie Erste beim Chicago-Marathon. Damit war sie die erste US-Amerikanerin seit Kristy Johnston (die 1995 an gleicher Stelle gewann), die bei einem der weltweit bedeutenden Stadtmarathons siegte.
2006 stellte sie zwei weitere US-Rekorde auf: Beim Berliner Halbmarathon wurde sie in 1:07:34 h Zweite hinter Edith Masai, und beim verregneten London-Marathon setzte sie sich in 2:19:36 h mit fast zwei Minuten Vorsprung gegenüber Ljudmila Petrowa und Susan Chepkemei durch.
2007 wurde sie beim Boston-Marathon Fünfte und holte damit ihren zweiten US-Marathon-Titel. 2008 siegte sie beim Ausscheidungsrennen des US-Leichtathletikverbandes für die Olympischen Spiele 2008, das am Vortag des Boston-Marathons stattfand. Beim Marathon-Rennen in Peking musste sie nach fünf Kilometern aufgeben, nachdem starke Schmerzen in ihrem rechten Fuß aufgetreten waren, als deren Ursache später ein Knochenbruch ermittelt wurde.
2010 meldete sie sich mit einem Streckenrekord im Halbmarathonrennen des Rock ’n’ Roll Arizona Marathons zurück.

## Persönliches
Deena Kastor ist 1,63 m groß und wiegt 47 kg. Sie wuchs in Agoura Hills auf, absolvierte ein Studium in Kreativem Schreiben und Journalismus an der University of Arkansas und lebt derzeit in Mammoth Lakes. Sie startet für das Team von Asics und wird von Terence Mahon trainiert. Seit 2003 ist sie mit Andrew Kastor verheiratet, der sie als Physiotherapeut betreut.

## Sportliche Erfolge
| Datum/Jahr    | Rang | Wettbewerb                     | Austragungsort | Zeit     | Bemerkung                                                                  |
| ------------- | ---- | ------------------------------ | -------------- | -------- | -------------------------------------------------------------------------- |
| 11. Okt. 2015 | 7    | Chicago-Marathon               | Chicago        | 02:27:47 |                                                                            |
| 17. Jan. 2010 | 1    | Rock ’n’ Roll Arizona Marathon | Arizona        | 01:09:43 | Halbmarathon                                                               |
| 5. Nov. 2006  | 6    | New-York-City-Marathon         | New York City  | 02:27:54 |                                                                            |
| 9. Okt. 2005  | 1    | Chicago-Marathon               | Chicago        | 02:21:25 |                                                                            |
| 22. Aug. 2004 | 3    | Olympische Sommerspiele 2004   | Athen          | 02:27:20 | Marathon                                                                   |
| 13. Apr. 2003 | 3    | London-Marathon                | London         | 02:21:15 | hinter Paula Radcliffe – die mit 2:15:25 h einen neuen Weltrekord erzielte |
| 13. Okt. 2002 | 6    | Chicago-Marathon               | Chicago        | 02:26:53 |                                                                            |
| 2000          |      | Olympische Sommerspiele 2000   | Sydney         |          | scheiterte über 10.000 m im Halbfinale                                     |